# Teinobasis rubricauda
Teinobasis rubricauda är en trollsländeart som beskrevs av Maurits Anne Lieftinck 1974. Teinobasis rubricauda ingår i släktet Teinobasis och familjen dammflicksländor. Inga underarter finns listade i Catalogue of Life.